# Phyllonorycter gracilis
Phyllonorycter gracilis är en fjärilsart som beskrevs av Remigijus Noreika 1994. Phyllonorycter gracilis ingår i släktet guldmalar, och familjen styltmalar. Inga underarter finns listade i Catalogue of Life.